# Lophodelta peratostriga
Lophodelta peratostriga är en fjärilsart som beskrevs av George Francis Hampson 1924. Lophodelta peratostriga ingår i släktet Lophodelta och familjen nattflyn. Inga underarter finns listade i Catalogue of Life.